# Роґґе (дворянський рід)
Роґґе (нім. Rogge) — дворянський рід німецького походження в Російській імперії.

## Історія
У часи Російської імперії династія Роґґе була внесена до ІІ частини родовідної книги Київської та Волинської губерній.
- Ухвалою Київського дворянського депутатського зібрання від 24 вересня 1834, Петро Логинович Роґґе був визнаний із синами Петром, Іваном, Костянтином, Олександром, Андрієм і Михайлом у дворянському достоїнстві та внесений до другої частини дворянської родовідної книги.
- Ухвалою Урядового Сенату від 4 грудня 1879 року, колезький асесор Володимир Петрович Роґґе за особисту заслугу діда його, Петра Логиновича Роґґе, затверджений у спадковому дворянському достоїнстві, із правом на внесення до другої частини дворянської родовідної книги.
- Ухвалою № 618 дворянського зібрання Волинської губернії від 31 січня 1880 року, Володимир Петрович Роґґе, онук Петра Логиновича Роґґе, зарахований до дворян Волинської губернії[1].
- Ухвалою № 2045 дворянського зібрання Волинської губернії від 8 липня 1903 року, Іполит Михайлович Роґґе, онук Петра Логиновича Роґґе, з дітьми: Леонідом, Іваном, Анатолієм, Марією і Катериною, віднесений до дворян Волинської губернії[1].

## Опис герба
На лазурному щиті жінка в срібному одязі сидить на зеленому пагорбі й тримає в правій руці срібний серп, лівою рукою вона обхоплює срібний сніп, перев'язаний червоною стрічкою.
На щиті дворянський коронований шолом. Нашоломник: три срібні колоски, між ними два коротших лазурних колоса. Намет на щиті червоний, підкладений сріблом. Герб внесений до Загального гербовника дворянських родів Російської імперії (XIV, 89). 